# Fit-box
Fit-box (fitbox) je bojový nekontaktní sport, který zvyšuje kondici, pomáhá redukci nadváhy a zároveň komplexně posiluje celé tělo. Používají se při něm boxerské údery a kopy z kick-boxu a thajského boxu.

## Fit-box pro veřejnost
Tento nekontaktní sport lidé provozují nejčastěji v posilovnách. Nutným vybavením pro toto cvičení jsou: boxerské rukavice, boxerský pytel a omotávky rukou (bandáže). Při lekcích se často využívá kombinací kopů a úderů vycházejících z boxerských či kickboxerských technik, spolu s posilováním celého pohybového aparátu. Dále se obvykle využívá rytmu hudby pro větší motivaci jedince při sportovním vytížení, podobně jako v aerobiku. Často se tedy můžeme setkat se spojením fitboxu a aerobiku. Toto spojení dvou odlišných sportů se stalo velice oblíbenou součástí tréninkových lekcí ve fitness. Je oblíbené hlavně pro svoji vysokou účinnost při redukování nadváhy.

## Aaerobní zátěž a Anaerobní zátěž
Trénink začíná zahřátím a protažením svalů. Na počátku je vykonáván středně vysokou intenzitou, bez vzniku kyslíkového dluhu poté následuje větší zatížení – sprint.

## Účel fitboxu
Účelem cvičení je prevence kardiovaskulárních onemocnění celé cvičení pomáhá životosprávě člověka. Dalším důležitým faktorem fitboxu je uvolnění nahromaděného stresu z práce či studia. Dalším a neméně důležitým faktorem i naučení základů sebeobrany, kterou mohou účinně provádět muži i ženy všech věkových kategorií.

## Zdravotní obtíže při fitboxu
Cvičenci, kteří mají problémy s koleny či šlachami by měli zvážit zdali rotační pohyby prováděné při tomto druhu cvičení jsou vhodné a nebudou způsobovat zdravotní obtíže.